# Факультет інформаційних технологій Київського національного торговельно-економічного університету
Факультет інформаційних технологій Київського національного торговельно-економічного університету (ФІТ КНТЕУ) — факультет Київського національного торговельно-економічного університету. Заснований у 1966 році. Загальна кількість студентів — 1654. Науково-педагогічний склад факультету налічує 60% викладачів з науковими ступенями докторів і кандидатів наук. З 1993 р. по 2011 р. факультет очолював кандидат економічних наук, професор Анатолій Бутко, з вересня 2011 року - кандидат технічних наук, доцент Харченко Олександр Анатолійович. До 2019 мав назву факультету обліку, аудиту та інформаційних систем.
ФІТ готує спеціалістів за такими напрямами:
- «Облік і аудит», професійне спрямування «Облік і аудит в підприємництві»;
- «Облік і аудит», професійне спрямування «Державний фінансовий контроль», «Аудит державних фінансів»;
- «Економічна кібернетика», професійне спрямування «Економічна кібернетика».

Навчання на факультеті проводяться за новітніми методиками в аудиторіях із найсучаснішим обладнанням. При кафедрах діють комп'ютерні класи, обладнані сучасною обчислювальною та організаційною технікою. Студенти мають можливість працювати у локальних комп'ютерних мережах і у всесвітній мережі Internet.

## Структура
До складу факультету входять 4 кафедри:
- Кафедра цифрової економіка та системного аналізу
- Кафедра комп'ютерних наук та інформаційних систем
- Кафедра інженерії програмного забезпечення та кібербезпеки
- Кафедра вищої та прикладної математики

Керівництво:
- Харченко Олександр Анатолійович — декан факультету, кандидат економічних наук, професор
- Гнатченко Дмитро Дмитрович — заступник декана з навчальної роботи
- Хорольська Карина Вікторівна — заступник декана з наукової і методичної роботи
- Лазоренко Віталій Валерійович — заступник декана з виховної роботи

### Кафедра обліку та оподаткування
Кафедра бухгалтерського обліку була створена у 1966 році для підготовки фахівців з бухгалтерського обліку і аудиту. Організатором кафедри і багаторічним її керівником був доктор економічних наук, професор Василь Горєлкін. З 2004 року кафедру очолює доктор економічних наук, професор Любов Нападовська.
На кафедрі викладається понад 12 дисциплін для студентів усіх факультетів університету.
Професорсько-викладацький склад кафедри постійно підвищує свою кваліфікацію, удосконалює методику викладання та впроваджує в навчальний процес інноваційні навчальні технології. Чисельність професорсько-викладацького складу кафедри налічує 20 осіб, 7 викладачів кафедри нагороджені знаком «Відмінник освіти України»: Любов Нападовська, Василь Горєлкін, Ніна Морозова, Алла Алексєєва, Ольга Веренич, Олена Бакурова. 
Організація навчального процесу на кафедрі спрямована на:
- забезпечення умов для комплексної підготовки висококваліфікованих фахівців;
- отримання випускниками сучасних знань з обліку та аудиту, а також фінансів, менеджменту, права, інформатики та ін.;
- органічне поєднання фундаментальної загальноекономічної та фахової підготовки фахівців;
- гармонізацію навчального процесу із застосуванням різноманітних форм і методів, які дозволяють студентам оволодіти професією та одночасно мати широкий світогляд.

У 1989 році, при реструктуризації структурних підрозділів університету, на базі кафедри були створені:
- кафедра аналізу та контролю господарської діяльності (пізніше перейменована в кафедру аудиту), яку очолив професор Геннадій Митрофанов;
- кафедра банківської справи, яку очолила доцент Плісак Т.О.

### Кафедра фінансового аналізу і аудиту
Кафедра фінансового аналізу і контролю була створена у 1985 році в результаті реорганізації кафедри бухгалтерського обліку та економічного аналізу. Вона є випусковою для студентів зі спеціальності «Облік і аудит» за спеціалізаціями «Державний фінансовий контроль» та «Аудит державних фінансів» за рівнями підготовки «Бакалавр», «Спеціаліст» і «Магістр», має аспірантуру і докторантуру.
85% викладацького складу кафедри мають наукові ступені кандидата та доктора економічних наук. На кафедрі працює 5 викладачів, нагороджених знаком «Відмінник освіти України». На кафедрі працюють відомі вчені, серед яких Заслужений діяч науки і техніки України, доктор економічних наук, професор Микола Білуха та член-кореспондент Академії наук України, голова Рахункової палати України у 1996-2012 рр., Герой України, Заслужений економіст України, доктор економічних наук, професор Валентин Симоненко. З лютого 2004 року кафедру очолює доктор економічних наук, професор Євген Мних.
Студенти здобувають знання у сфері бухгалтерського обліку, державного контролю та аудиту, економічного аналізу в обсязі, який вимагається для отримання диплому фахівця з обліку і аудиту вищої кваліфікації.
Випускники кафедри можуть працювати керівниками та бухгалтерами як в бюджетних установах й організаціях, так і на комерційних підприємствах, а також контролерами-ревізорами, податковими інспекторами, аудиторами, внутрішніми аудиторами, аналітиками, відомчими ревізорами.
Випускники кафедри мають право продовжити навчання в аспірантурі і докторантурі за спеціальністю «Бухгалтерський облік, аналіз і аудит». Високий рівень наукового керівництва в аспірантурі і докторантурі ґрунтується на засадах наукових шкіл професорів Євгена Мниха і Миколи Білухи.

### Кафедра інформаційних технологій
Фахівці спеціальності «Комп’ютерні науки та інформаційні технології» володіють професійними знаннями та навичками налагоджування та експлуатації інформаційних систем та програмних засобів, розробки та створення методів і технології зберігання інформації, обробки та використання інформації в різних сферах людської діяльності, прогнозування процесів в економіці та фінансовій сфері, міжнародній торгівлі та бізнесі.
Освіта за спеціальністю «Комп’ютерні науки та інформаційні технології» надасть можливість успішного працевлаштування програмістом, прикладним чи системним програмістом, розробником програмного забезпечення, web програмістом, адміністратором баз даних або мереж, системним адміністратором, аналітиком комп’ютерних мереж, проектувальником інформаційних систем, керівником  IT-проектів, інженером-програмістом та ін.

### Кафедра цифрової економіки та системного аналізу
Кафедра цифрової економіки та системного аналізу здійснює підготовку фахівців за спеціальністю 051 "Економіка" (освітня програма "Цифрова економіка", освітні ступені бакалавра та магістра (денна та заочна форми навчання) та за спеціальністю 124 "Системний аналіз" (освітня програма "Інформаційні технології та бізнес-аналітика (Data Science)", освітній ступінь бакалавра, денна форма навчання)

### Кафедра програмної інженерії та інформаційних систем
Кафедра програмної інженерії та інформаційних систем почала свою діяльність у 2015 році. Під час проведення ліцензійної експертизи з 14 по 16 квітня 2014 року щодо підготовки фахівців  з спеціальності 121 «Інженерія програмного забезпечення» було висловлено пропозицію створення на базі кафедри економічної кібернетики та інформаційних систем випускової кафедри за вказаним напрямом. Відповідно до постанови вченої ради КНТЕУ від 26 лютого 2015 року (протокол №5) прийнято рішення щодо створення на базі кафедри економічної кібернетики та інформаційних систем двох підрозділів – один  із яких  кафедра програмної інженерії та інформаційних систем.
Програмна інженерія — це область комп'ютерної науки і технології, яка займається побудовою програмних систем. Програмні системи набули статусу соціально значущого фактора, який впливає на безпеку та добробут суспільства. За таких обставин світове суспільство прийшло до висновку, що технологія виробництва програм потребує свого оформлення як самостійний інженерний фах, який має забезпечити відповідний кадровий потенціал для обсягу програмних розробок, що постійно зростає.
  Викладачі кафедри програмної інженерії та інформаційних систем мають значний практичний та науковий досвід роботи, що дає їм змогу ефективно забезпечувати проведення лекційних, практичних та інших видів занять із 53 навчальних дисциплін.
Кафедра  здійснює підготовку фахівців з спеціальності 121 «Інженерія програмного забезпечення» освітніх ступенів «бакалавр»і «магістр»   та зі спеціальності 125 «Кібербезпека» освітнього ступеня «бакалавр».
Очолює кафедру доктор технічних наук, професор О.В. Криворучко.
Кафедра має належну матеріально-технічну базу - комп’ютери нового покоління, оснащення для візуального супроводження лекційних і практичних занять, що забезпечує сучасний рівень навчального процесу та організації науково-дослідної роботи студентів. Викладачі кафедри активно застосовують прогресивні методи навчання: дистанційні лекції, семінари, ділові ігри, тестування. 

### Кафедра філософських та соціальних наук
Кафедра філософських та соціальних наук (зав. кафедри - кандидат філософських наук, професор Ю.І. Кулагін) була створена в 1966 р. У 2011/2012 навчальному році кафедра забезпечує викладання 21 дисципліни. На сьогодні створено науково-методичне забезпечення усіх дисциплін. Розроблені програми та робочі програми, опорні конспекти лекцій, комп’ютерні програми з контролю знань; видані підручники, навчальні посібники, хрестоматії, практикуми тощо.

## Організація навчального процесу
Навчання на факультеті проводяться за новітніми методиками в аудиторіях із найсучаснішим обладнанням. При кафедрах діють комп'ютерні класи, обладнані сучасною обчислювальною та організаційною технікою. Студенти мають можливість працювати у локальних комп'ютерних мережах і у всесвітній мережі Internet.
Навчальний процес на обліково-економічному факультеті забезпечує професорсько-викладацький склад, майже 60% якого має вчений ступінь та вчене звання. Навчальні плани з усіх спеціальностей спрямовані на підготовку фахівців, які відповідають сучасним вимогам і, насамперед, потребам ринкової економіки. Плани ґрунтуються на сучасній науковій базі, новітніх теоретичних розробках та технологіях, вітчизняному та зарубіжному досвіді.
На факультеті застосовується триместрова форма організації навчання та єдина модульно-рейтингова система навчання і контролю знань. Навчальний процес проводять викладачі, які володіють активними методами навчання, використовують ПЕОМ, технічні засоби (мультімедійні проектори, графопроектори, слайдопроектори, відеомагнітофони). Заняття проводять в комп'ютерних класах факультету з більшості дисциплін, де є прикладні програми та методичні вказівки для виконання розрахункових і графічних робіт.
На факультеті діє рейтингова система оцінки роботи студентів, що враховує не лише якість навчання, а й активну участь у діяльності органів студентського самоврядування, громадському житті факультету, що береться до уваги під час розподілу на роботу після закінчення навчання та вступу до аспірантури. На базі факультету проводяться міжнародні та всеукраїнські науково-практичні конференції та семінари. За їх результатами видаються збірники наукових праць. За фахом студенти беруть активну участь у науково-дослідних роботах, які здійснюються на кафедрах факультету, а також виконують під керівництвом провідних викладачів випускових кафедр науково-дослідну роботу.
У 1999 році на факультеті засновано дискусійний клуб соціально-економічної спрямованості «English-club», професійно-орієнтований клуб «Ревізор».

## Співробітництво
Факультет здійснює підготовку спеціалістів за державним замовленнями та договорами з міністерствами, відомствами та за контрактами з юридичними та фізичними особами на умовах часткового відшкодування витрат за навчання. Укладено договори на підготовку фахівців з Міністерством фінансів України на 2001—2010 роки, Міністерством закордонних справ України, Головним контрольно-ревізійним управлінням України на 2002—2010 роки, Рахунковою палатою України на 2002—2010 роки, Державним казначейством України. 
Факультет інтегрується з європейською та світовою системами освіти. Згідно з програмою міжнародного співробітництва, найкращі за рейтингом студенти мають змогу проходити стажування, або здобувати освіту за кордоном.
- Європейський союз — співробітництво за міжнародною програмою Tempus-Tacis
- Франція — Міністерство економіки, фінансів і промисловості Франції, Казначейство Франції
- США — Університет Маямі (м. Маямі)
- Китайська Народна Республіка — Китайський південно-центральний економічний і юридичний університет (м. Ухань)
- Росія — Московський державний університет імені М. В. Ломоносова, Російський державний торговельно-економічний, Фінансова економічна академія при уряді Росії, Російська економічна академія імені Г.В. Плеханова.
- Білорусь — Білоруський державний економічний університет
- Туркменістан  — Туркменський інститут народного господарства